# Фатальний молоток
Фатальний молоток (The Fatal Mallet)  — американський короткометражний фільм 1914 року за участю Чарлі Чапліна.

## Сюжет
Кілька джентльменів оголошують полювання на статну, красиву і бажану даму, що прогулюється по парку. Звичайно, і наш старий знайомий — герой Чарлі Чапліна, що крутиться, як і завжди, недалеко, аж ніяк не проти нових знайомих жіночої статі. Ось тільки між кавалерами розгортається боротьба, і ця боротьба за жіночу руку і серце обіцяє закінчитися зовсім не на жарт і вже зараз стусани летять на всі боки, і тільки сповідуються лише про одне: «Переможець отримує все, переможений залишається з носом і сотнею болячок…»
Об'єднуючи свої зусилля в боротьбі з суперником, герой Чапліна і симпатичний джентльмен знаходять той самий, «фатальний молоток», за допомогою якого судилося перемогти непробивного силача, що наблизився до дами ближче всіх … Бій починається!

## У ролях
- Чарльз Чаплін — Чарлі
- Мейбл Норманд — Мейбл
- Мак Сеннет — справжня любов Мейбл
- Мак Свейн — інший залицяльник
- Ґордон Ґріффіт — хлопець